# Сан Ђовани (Пјаченца)
Сан Ђовани је насеље у Италији у округу Пјаченца, региону Емилија-Ромања.
Према процени из 2011. у насељу је живело 62 становника. Насеље се налази на надморској висини од 63 м.